# Black and White (série télévisée)
Pour les articles homonymes, voir Black and White.
Black and White est une série franco-sénégalaise  en quatre épisodes réalisée par Moussa Sène Absa, diffusée les 10 et 17 décembre 2020 sur France 3. Elle prend pour cadre l'histoire de la colonie sénégalaise de 1927 à l'indépendance au début des années 1960.

## Synopsis
Au Sénégal, dans les années 1920, Alain de Bourbon, officier des Tirailleurs, tombe amoureux de Fari, jeune journaliste au Jour de Dakar.

## Distribution
- Marème N'Diaye : Fari Ciss
- Olivier Chantreau : Alain de Bourbon
- Isabelle Gélinas : Hélène Favier
- Laurent Grévill : Richard Favier
- Dominique Labourier : Catherine Paolini
- Aurélien Wiik : Victor Lepage
- Zeka Laplaine : Le Docteur David Oumbagne
- Alain Bouzigues : Jean Lefevre
- Dimitri Storoge : Francis Lacaze
- Ibrahima Mbaye : Omar
- Jean-Michel Fête : Victor Duroy
- Francis Leplay : Ferdinand Maurice
- Bruno Lopez : Agostini
- Pasquale D'Inca : Jules Boisson
- Nathalie Boileau : Annie Boisson
- Moussa Saw : Theo Dia
- Philippe Résimont : Général Roger de Buivet
- Roland Menou : Serge Raffly
- Pierre Cevaer : Louis Samuel
- Michaël Erpelding : Pierre Stromberg
- Eric Caruso : François Buisson
- Awa Djiga Kane : Thérèse
- Alain Bernard Dieme : Jean-Charles
- Anne Loiret : Anne-Marie de Bourbon
- Cheikh Seck : Morad le griot

## Audience
L'audience de France 3 s’effondre avec cette série historique. Les deux premiers épisodes de Black and white ne réunissent que 1 129 000 téléspectateurs en moyenne (5 % de PDA) selon Médiamétrie,. 